# Paralabrax clathratus
Paralabrax clathratus — вид морських риб який водяться в північно-східній частині Тихого океану від Бахи-Каліфорнії до Вашингтону (хоча достатньо рідкісний в найпівнічнішій частині регіону). Часто зустрічається в лісах водоростей, іноді може бути знайдений в кам'янистих місцевостях. Надає перевагу мілководдю, але може плавати на глибині 50 метрів.
Може вирости до 75 см, і дожити до 34 років. Вважається відмінною їжею, і є популярним видом для спортивного рибальства в південній Каліфорнії. Хоча чисельність виду стабільна, великі особи рідкісні через риболовлю. Промислове рибальство незаконне з 1950 року. Закони Каліфорнії дозволяють рибалкам залишати собі тільки риб більше ніж 35 см в довжину.
Живиться меншими рибами, кальмарами, ракоподібними і планктоном. Під час тепліших місяців (травень-вересень в Каліфорнії), формує нерестові групи в глибших водах. Після одного-двох днів, з пелагічної ікри вилуплюються личинки, які через місяць виростають в рибу. Молоді рибини оселяються між водоростями. Відомі випадки укусу людей; укус може пробити шкіру, але не наносить глибоких ран. Це частіше стається під час нересту.

## Етимологія
Paralabrax походить з двох грецьких слів які значать «біля Labrax». Labrax — назва для лаврака. Clathratus також грецьке слово, і стосується смуг на боках риби.